# Storie di san Pietro e di san Paolo
Le Storie di san Pietro e di san Paolo sono un polittico a olio su tavola (130x100 cm) di Hans Süss von Kulmbach, databile al 1514-1516 circa e conservato nella Galleria degli Uffizi a Firenze.

## Storia e descrizione
Il polittico ad ante girevoli comprende otto tavolette con le storie dei santi Pietro e Paolo. Esse sono:
1. Vocazione di san Pietro
2. Conversione di san Paolo
3. Predica di san Pietro
4. Cattura di san Pietro e di san Paolo
5. San Pietro liberato dal carcere da un angelo
6. Crocifissione di san Pietro
7. Decapitazione di san Paolo
8. Visione estatica di san Paolo

Sul retro di alcune delle tavolette si trovano rappresentazioni dei due santi in uno stile differente, probabilmente di area polacca, il che ha fatto ipotizzare che l'opera venne eseguita per una chiesa di Cracovia, dove il pittore lavorò nel 1511 e, soprattutto, negli anni 1514-1516.